# Sinibaldo de Mas
Sinibaldo de Mas y Sanz (Barcelona, 1809 — Madrid, 1868), ou Sinibald de Mas em catalão, foi um sinólogo, pintor, calígrafo, escritor, diplomata, aventureiro e intelectual iberista espanhol, que também foi um dos pioneiros da fotografia.

## Biografia
Discípulo de Pablo Alabern em Barcelona, apresentou nas Cortes em 1821 umas provas práticas de caligrafia. Estudou idiomas, dos quais chegou a dominar cerca de vinte, bem como física. Traduziu a Eneida de Virgílio em hexâmetros castelhanos. Foi um bom pintor, sendo conhecidos os seus retratos de Manuel de Cabanyes e de Joaquín Roca y Cornet, realizados por volta de 1830.
Em 1831 publicou em Barcelona Veinticuatro poemas líricos e Aristodemo, uma tragédia em verso na qual tentou usar um interessante e peculiar sistema de métrica, que descreveu no seu ensaio intitulado Sistema musical de la lengua castellana (Barcelona, 1832). Também inventou um idioma universal.
Protegido pelo financeiro Gaspar Remisa, marquês de Remisa e visconde de Casa Sans, colaborou no periódico El Vapor até meados de 1834. Recomendado por Félix Torres Amat, obteve a protecção de Cea Bermúdez, Francisco Martínez de la Rosa e Javier de Burgos para ser nomeado tradutor encarregado de viajar pelo Oriente com a missão de recolher notícias e documentos literários e estatísticos, de política, comércio e de todo o género que pudessem interessar aos interesses e glórias nacionais.

## Obras
Entre outras, Sinibald de Mas é autor das seguintes obras:
- Veinticuatro poemas líricos, Barcelona, 1831.
- Aristodemo, Barcelona, 1831, drama.
- Nicea, drama.
- Sistema musical de la lengua castellana (Barcelona, 1832). Segunda edición en 1852; en su tercera edición incluyó un Apéndice.
- Obras literarias de Sinibaldo de Mas y Sans, Madrid: M. Rivadeneyra, 1844.
- La Iberia. Memoria sobre la conveniencia de la unión pacífica y legal de Portugal y España. Lisboa, 1851.
- Informe sobre el estado de las islas Filipinas, Madrid, 1842 y 1843; reimpresa la primera modernamente: Informe Secreto de Sinibaldo de Mas / Secret Report of Sinibaldo de Mas. Spanish original with an English, translation by Dr. Carlos Botor; rev. by Alfonso Felix, Jr.; and an introduction and notes by Juan Palazon. Manila: Historical Conservation Society, 1963.
- L'Ideographie. Mémoire sur la possibilité et la facilité de former une écriture générale au moyen de laquelle tous les peuples de la terre puissent s'entendre mutuellement, Macao, 1844.
- Pot-pourri literario, Manila, Impr. Manuel Sánchez, 1845.
- L'Angleterre, la Chine et l'Inde, París, 1857.
- La Chine et les puissances chrétiennes, París, 1861, 2 vols.
- Cartilla, París, 1858
- Con Jerónimo Canals, Arte de escribir en letra española, 1860.
- Con W. Norriat, Arte de escribir letra inglesa, 1860.